# Electric Sheep
Electric Sheep (česky: elektrické ovečky) je volně šiřitelný geneticko-evoluční spořič obrazovky. Pojmenování je narážkou na Román Philipa K. Dicka Sní androidi o elektrických ovečkách? (původní název: Do Androids Dream of Electric Sheep?).

## Princip
Spořič obrazovky se po internetu spojí s ostatními počítači, na kterých běží a počítače pak svou volnou výpočetní kapacitou společně renderují složité animované fraktální obrazce. Hotové asi 5sekundové animace jsou ve formátu MPEG-2 dočasně uloženy na disk, odkud jsou přehrávány a coby torrenty sdíleny s ostatními uživateli. Tyto výplody společné výpočetní kapacity počítačů se označují jako ovečky (angl. sheep). Fraktální rovnice a hodnoty jejích parametrů, které matematicky popisují určitou ovečku, tak plní roli její dědičné informace.
Uživatel má možnost hlasovat, která ovečka se mu líbí a která ne. Oblíbené ovečky se vyvíjejí dál, mutují, rychle se šíří mezi uživateli, kříží se mezi sebou a mají potomky. Neoblíbené ovečky se mezi uživateli šíří pomalu a neochotně, nemutují, nemají potomky a jsou na dočasném úložišti na disku při nejbližší příležitosti přepsány novou ovečkou.
Uživatelé mohou vhodným softwarem vytvářet vlastní ovečky, tj. nastavovat parametry rovnice ručně a zkušebně si ovečku vyrenderovat. Tuto svou umělou ovečku potom mohou zveřejnit na jednom ze serverů odkud jsou šířeny mezi uživatele, čímž tyto umělé ovečky začnou podléhat evolučnímu procesu stejně jako ostatní jedinci ve stádě (angl. flock).

## Upozornění
Ke spolehlivému chodu potřebuje spořič obrazovky Electric Sheep několik stovek MB prostoru na disku, rychlé (a nejlépe stálé) připojení na internet, přičemž může (v závislosti na uživatelském nastavení spořiče) způsobit značný transfer dat.